# Thomas Westphal

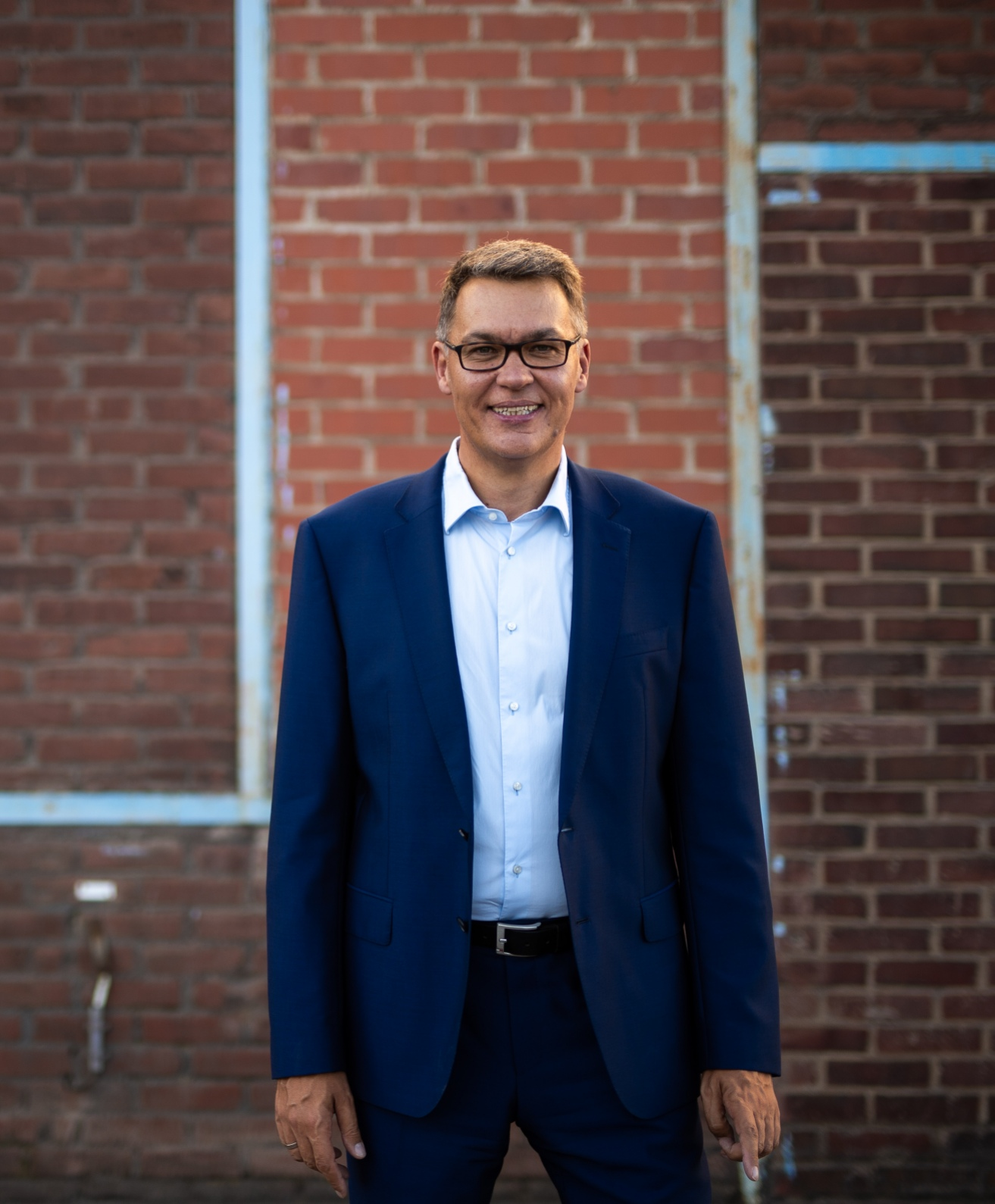
Thomas Westphal (2018)

Thomas Westphal (* 22. Februar 1967 in Lübeck) ist ein deutscher Politiker (SPD) und seit 2020 Oberbürgermeister der Stadt Dortmund. Der Diplom-Volkswirt  war zuvor Geschäftsführer der Wirtschaftsförderung der Stadt Dortmund sowie im Beirat der Wirtschaftsförderung metropoleruhr (wmr). Von 1993 bis 1995 war er Bundesvorsitzender der Jusos.

## Beruflicher Werdegang
Westphal wuchs in Lübeck auf und studierte Volkswirtschaftslehre im zweiten Bildungsweg an der Hochschule für Politik und Wirtschaft in Hamburg. Er ist langjähriger Mitherausgeber der Spw – Zeitschrift für sozialistische Politik und Wirtschaft.
Nachdem Westphal ab 2010 Geschäftsführer Wirtschaftsförderung metropoleruhr (wmr) war, übernahm er 2013 den Posten des Geschäftsführers der Wirtschaftsförderung der Stadt Dortmund. Zuvor war er bei der Rhenus AG, der SCI Verkehr GmbH und ISA Consult sowie zuletzt der Wincanton GmbH in Weinheim tätig.
Im Rahmen seiner Tätigkeit als Geschäftsführer der Wirtschaftsförderung initiierte Westphal seit Ende 2014 eine neue wirtschaftspolitische Ausrichtung der Stadt Dortmund.
Westphal bezeichnet Gründungen von neuen Unternehmen als „entscheidenden Antriebsmotor“ für den Strukturwandel in Dortmund. Durch die Ansiedlung neuer, wissensintensiver Start-Ups und eine Vergrößerung der Niederlassungen von lokalen Unternehmen soll Dortmund ein wichtiger Standort für Innovationen werden. Konkret bedeutet dies die Etablierung neuer Forschungsinstitute und Hochschulen sowie die langfristige Bindung von Gründern an Dortmund. So soll durch Bindung von Fachkräften und Gewerbesteuereinnahmen am Standort Dortmund die gesamtstädtische Nachfrage nach Dienstleistungen wie Gastronomie, Hotellerie und Handel gesteigert werden.

## Politik

### Anfänge und Juso-Bundesvorsitzender
Thomas Westphal war zunächst in Lübeck und Schleswig-Holstein bei den Jusos sowie in der SPD aktiv. Er gehörte der Strömung an, die sich selbst „Juso-Linke“ nannte und auch als „Stamokaps“ bezeichnet wurde.
1993 wurde Westphal auf dem Bundeskongress der Jusos zum Vorsitzenden gewählt. Auf dem Juso-Bundeskongress in Gera im Mai 1995 wurde er mit einer Stimme Mehrheit gegenüber seinem Gegenkandidaten Stephan Grüger von den sogenannten Reformsozialisten wiedergewählt. Weil ungültige Stimmen für Westphal mitgezählt und aus verschiedenen Landesverbänden Delegierte gemeldet worden waren, die nicht korrekt gewählt waren, erklärte die Bundesschiedskommission der SPD die Vorsitzendenwahl wenige Wochen später jedoch für ungültig. Daraufhin fand ein außerordentlicher Bundeskongress der Jusos mit Neuwahlen in Bonn-Bad Godesberg statt. Westphal verzichtete dort auf eine erneute Kandidatur und schlug Andrea Nahles als seine Nachfolge vor.

### SPD-Vize und Oberbürgermeister von Dortmund
Seit April 2018 ist Westphal stellvertretender Vorsitzender des SPD-Unterbezirks Dortmund. Er war Kandidat der SPD zur Kommunalwahl 2020 für das Amt des Oberbürgermeisters der Stadt Dortmund. Im ersten Wahlgang am 13. September erreichte er 35,87 % der Stimmen und zog in die Stichwahl am 27. September ein, in der er sich mit 52,06 % gegen den CDU-Kandidaten Andreas Hollstein durchsetzen konnte. Sein Amt trat er am 1. November 2020 an. Er folgte damit auf Ullrich Sierau (SPD), der nicht mehr kandidiert hatte.

## Privates
Thomas Westphal lebt seit 1996 in Dortmund. Er ist verheiratet und hat zwei Kinder.